# Elizebeth Friedman

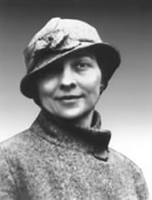
Elizebeth Smith Friedman

Elizebeth Smith Friedman (26. srpna 1892 Huntington, Indiana – 31. října 1980 Plainfield, New Jersey) byla americká kryptoanalytička a spisovatelka, která rozluštila nepřátelské kódy v obou světových válkách a pomohla vyřešit mezinárodní případy pašování během prohibice.
V průběhu druhé světové války ona a její tým dekódovaly 4000 nepřátelských zpráv, což zachránilo mnoho lidských životů. Uznání se jí dostalo až po její smrti, neboť podepsala přísahu americkému námořnictvu, že udrží svou roli ve druhé světové válce v tajnosti až do své smrti. Teprve v roce 2008 byly dokumenty definitivně odtajněny.
Během své kariéry pracovala pro ministerstvo financí Spojených států, pobřežní stráž, námořnictvo, armádu a Mezinárodní měnový fond. Byla nazvána první americkou kryptoanalytičkou.

## Vzdělání
Elizabeth Smith se narodila v roce 1892 v Huntingtonu ve státě Indiana jako nejmladší z devíti dětí. Jejími rodiči byli bankéř a politik Johna Marion Smithe a Sophy Strock Smithov, která se starala o početnou rodinu. Po absolvování College of Wooster v Ohiu získala titul z angličtiny na Hillsdale College v Michiganu. Zajímala se o anglickou literaturu, zejména o Shakespearovo dílo. Kromě toho tato všestranná mladá žena studovala také cizí jazyky, jako je latina, řečtina a němčina.

## Kariéra

### Riverbank Laboratory

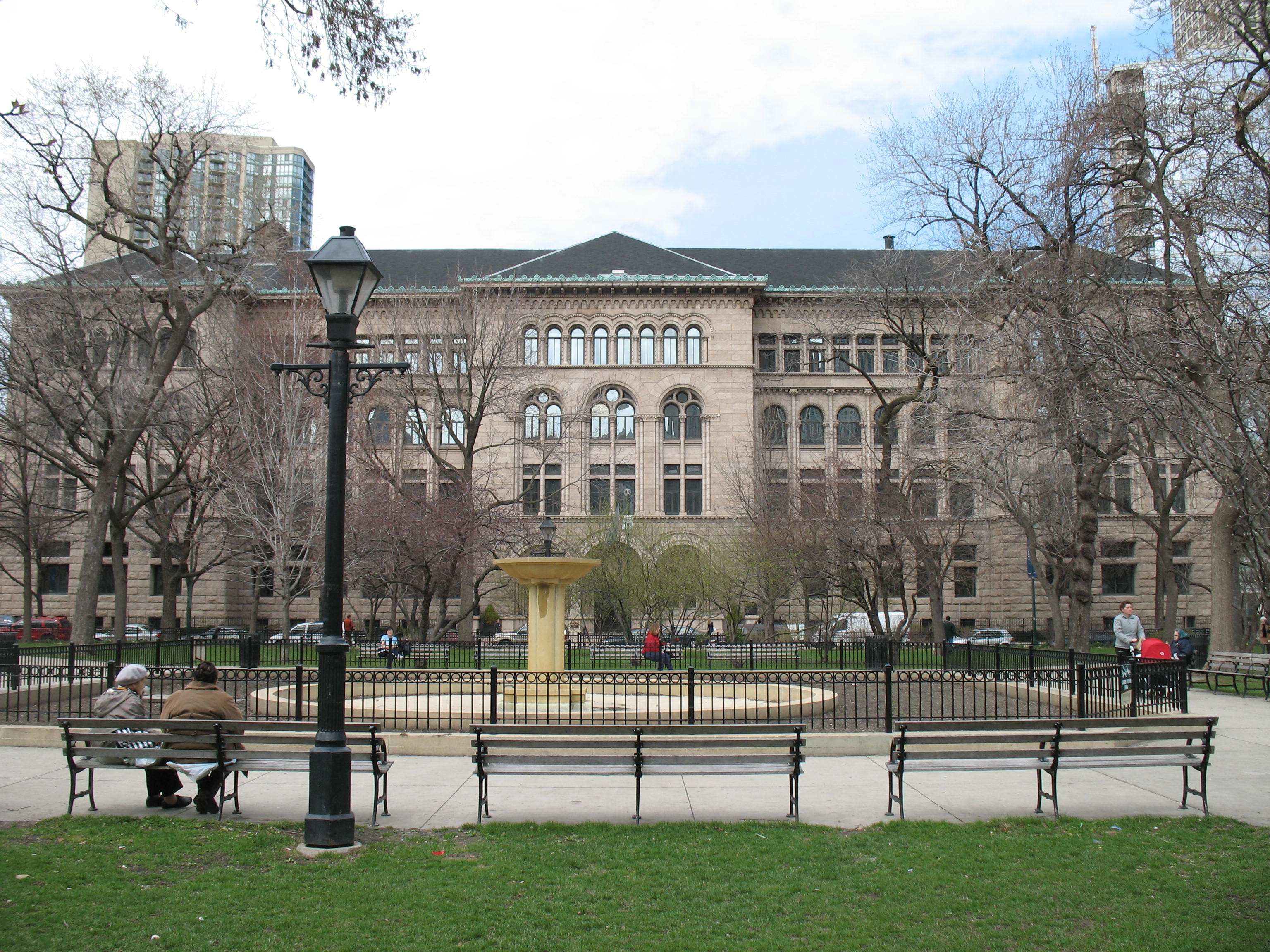
První pracoviště – Newberry Library ve Washington Square Park

Po odchodu z vysoké školy si Elizabeth Smith našla svou první práci v Newberry Research Library, knihovně v Chicagu, která je známá především originálem Shakespearova Folia. Začala se zde věnovat studiu Shakespearových děl a seznámila se s George Fabyanem (1867–1936), který byl přesvědčený, že díla Shakespeara napsal Francis Bacon, kancléř britské královny Alžběty I. Tento bohatý obchodník s textilem ji nabídl práci v americkém městě Ženeva nedaleko Chicaga ve státě Illinois, kde založil soukromou výzkumnou instituci Riverban. Zaměstnával tam dvanáct výzkumníků, kteří pracovali na široké škále témat v přírodních, technických a humanitních vědách. Jednalo se o obory jako akustika, chemie, genetika a nové se věnovali také kryptologii.

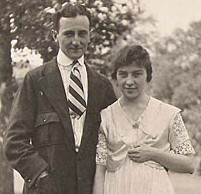
Manželé Friedmanovi v roce 1917

Při přípravě zmíněných alžbětinských textů jí mladý kolega z genetické laboratoře William Friedman pomohl zvětšit a prozkoumat záhadné pasáže starověkých dokumentů. Oba mladí badatelé se nejen velmi dobře profesionálně sladili, ale sblížili se i v soukromém životě a nakonec se v květnu 1917 vzali. Slečna Smith se stala paní Elizebeth Friedman.
Kromě roční nepřítomnosti Williama kvůli válce, během níž školil americké důstojníky v kryptologii, pracovali novomanželé v laboratořích Riverbank další čtyři roky. V roce 1921 po sporu s Fabyanem se přestěhovali do Washingtonu, D.C., kde pracovali jako kryptoanalytici pro americké ministerstvo války.

### Prohibice
V době prohibice od roku 1920 do roku 1933 se Elizabeth Friedman připojila k americké pobřežní stráži, mezi jejíž povinnosti patřilo zabránit tehdy nelegálnímu pašování alkoholu z lodí na moři. Pašeráci komunikovali pomocí tehdy nově vznikající rádiové technologie a šifrovali své rádiové zprávy, aby udrželi svou komunikaci v tajnosti. Kromě relativně jednoduchých postupů nahrazování a transpozice používali i složitější kódy. Elizebeth Friedman pracovala jako velitelka jednotky 387 pobřežní stráže Spojených států amerických (USCG Unit 387) a rozluštila více než 12 000 těchto zpráv. Tím rozhodujícím způsobem přispěla k odhalení ilegálních pašeráckých operací, stejně jako k usvědčení pachatelů a dokonce i celých pašeráckých kruhů, jako je Consolidated Exporters Company.

### Práce pro instituce
Po zrušení prohibice v roce 1933 pracovala Elizebeth Friedman jako kryptoanalytička pro americké ministerstvo financí a při několika příležitostech se objevila jako soudní znalec v důležitých soudních případech. Během druhé světové války pracovala pro různé kryptoanalytické služby armády a námořnictva Spojených států. Po druhé světové válce pracovala také jako konzultantka pro Mezinárodní měnový fond (MMF), pro který vyvinula bezpečný kryptosystém založený na One Time Pad.

### Shakespeare

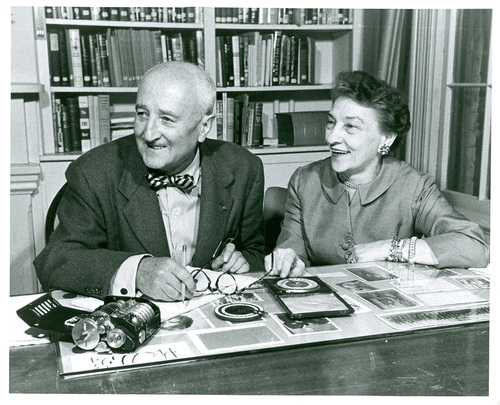
Manželé Friedmanovi v roce1956

Elizabeth Friedman se během své kariéry nikdy nepřestala zabývat otázkami Shakespearova autorství. Ve svém manželovi našla stejného nadšence pro tuto otázku. V roce 1957 společně vydali knihu The Shakespearean Ciphers examination, kde dokázali, že v Shakespearově díle nejsou žádné kódované zprávy, které by byly dokladem jiného autorství.

### Po smrti manžela
V roce 1969 po smrti svého manžela Williama se Elizebeth Friedman po více než padesátileté kariéře kryptoložky stáhla do ústraní. Procházela a třídila bohatou vědeckou pozůstalost svého manžela. Snad nejrozsáhlejší soukromá sbírka kryptografického materiálu na světě nakonec našla své místo v knihovně města Lexington ve Virginii, pojmenované po Georgi C. Marshallovi, původci Marshallova plánu.
Elizebeth Friedman zemřela 31. října 1980 v pečovatelském domě Abbott Manor v Plainfieldu v New Jersey ve věku 88 let. Byla zpopelněna a její popel rozprášen nad hrobem jejího manžela na Arlingtonském národním hřbitově.

## Posmrtná vyznamenání

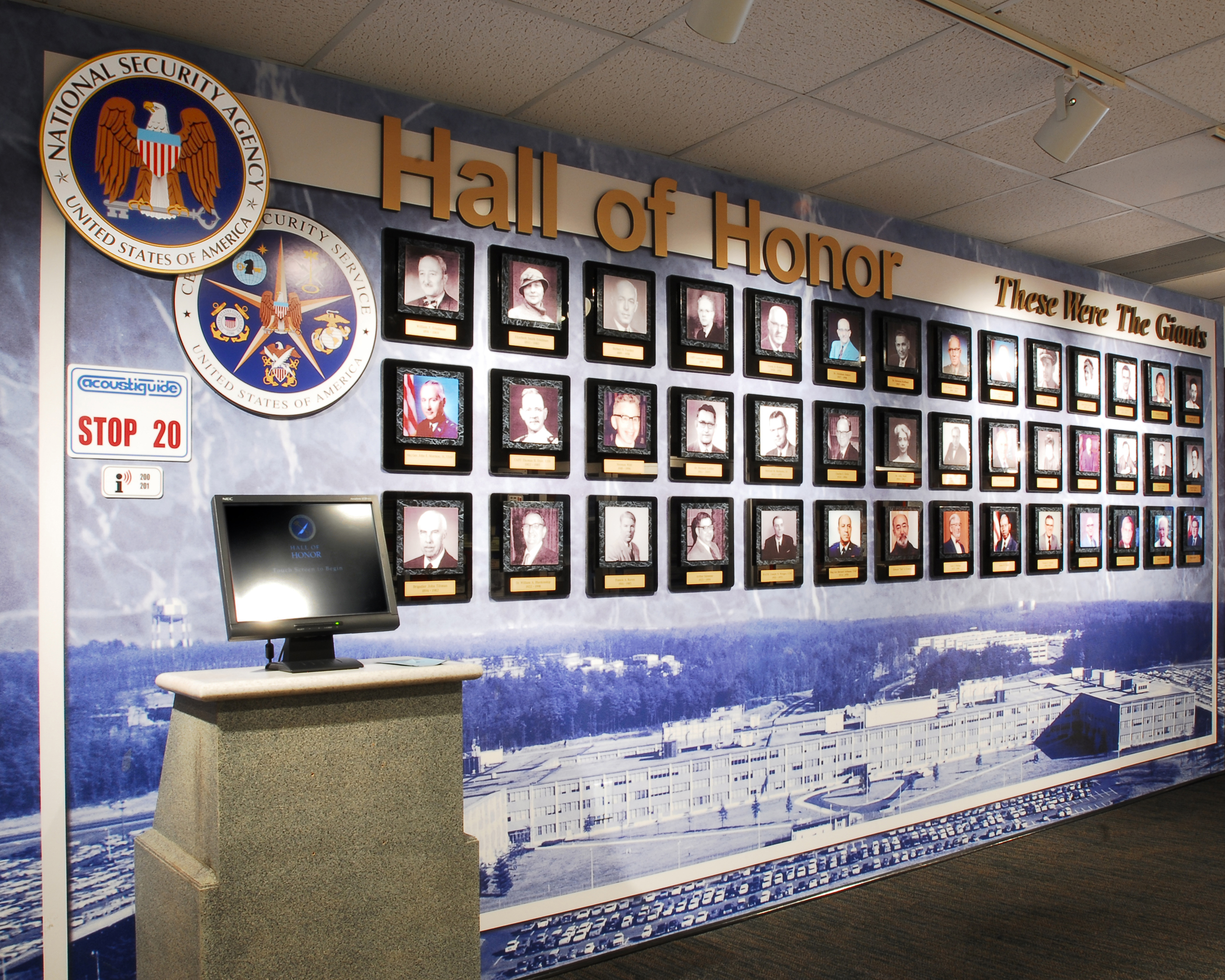
Elizebeth Friedman v obrazárně Síně cti NSA (horní řada, druhá zleva vedle svého manžela Williama)

- Elizebeth Friedman v obrazárně Síně cti NSA (horní řada, druhá zleva vedle svého manžela Williama)Elizebeth Friedman se dostalo uznání až po její smrti, neboť podepsala přísahu americkému námořnictvu, že udrží svou roli ve druhé světové válce v tajnosti až do své smrti. Teprve v roce 2008 byly dokumenty definitivně odtajněny.
- V roce 1999 byla Elizebeth Friedman uvedena do Síně cti německé Národní bezpečnostní agentury (NSA). Jedinečnost tohoto posmrtného ocenění podtrhuje fakt, že byla první ženou, která byla takto oceněna.

- V roce 1999 byla posluchárna NSA pojmenována William and Elizebeth Friedman Auditorium.

- V roce 2002 byla budova OPS1 NSA vysvěcena jako budova Williama a Elizebeth Friedmanových během oslav 50. výročí agentury.

- V roce 2014 pojmenoval Úřad pro alkohol, tabák a střelné zbraně auditorium svého národního ústředí po Elizebeth Smith Friedman.

- V roce 2017 vydal Jason Fagone biografii s názvem Žena, která rozbila kódy: Pravdivý příběh lásky, špionů a nepravděpodobné hrdinky, která přelstila nepřátele Ameriky.

- V roce 2019 schválil Senát USA rezoluci k Uctění života a odkazu Elizebeth Smith Friedman, kryptoanalytičky.

- V roce 2020 americká pobřežní stráž oznámila, že na počest Elizebeth Smith Friedman pojmenovává 11. kutr národní bezpečnosti třídy Legend (NSC).

- V roce 2021 měl premiéru televizní dokumentární film American Experience o životě Elizebeth Smith Friedman, který vychází z Fagoneho biografie a archivních dopisů a fotografií.

- V roce 2021 vydala Amy Butler Greenfield svou biografii The Woman All Spies Fear: Code Breaker Elizebeth Smith Friedman and Her Hidden Life.

## Dílo
- William Friedman a Elizebeth Friedmanová: Výzkum Shakespearových šifer. Cambridge University Press, 1957.